# 喬希索
| Boishakh\|<<                         | 喬希索 | >> |
|                                      |        |    |
| 喬希索是孟加拉一年中最熱的月份之一。 |        |    |

喬希索（Jyôishţhô or , Jôishţhyô, 通俗 Jeţh）是孟加拉曆夏季的第二個月，也是最後一個月。它的名字來源於27宿Jyestha。